# Orden noruega de los francmasones

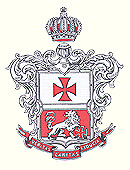
Blasón de la Orden noruega de los francmasones

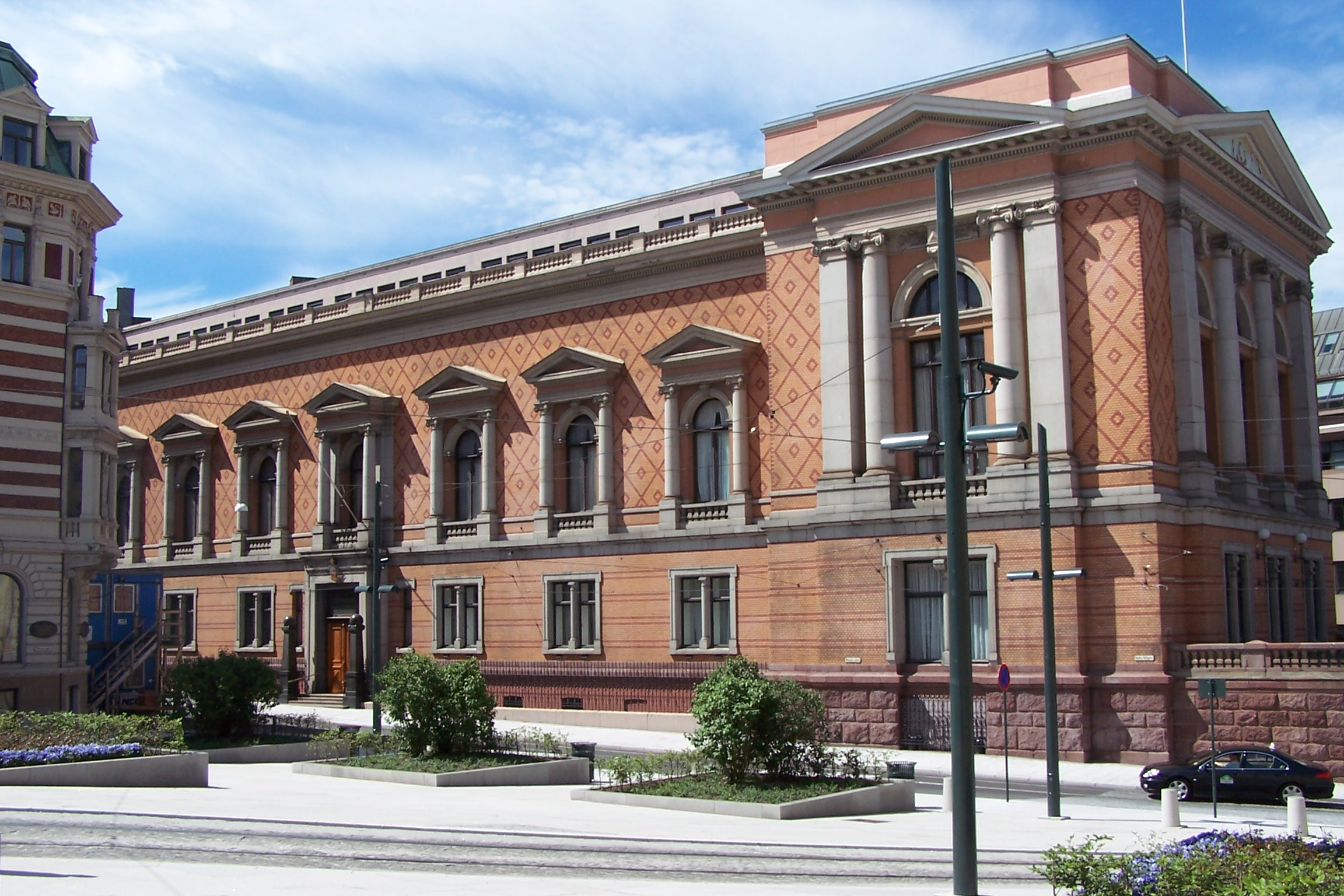
Sed de la logia masónica principal de la obediencia (stamhus) en Oslo

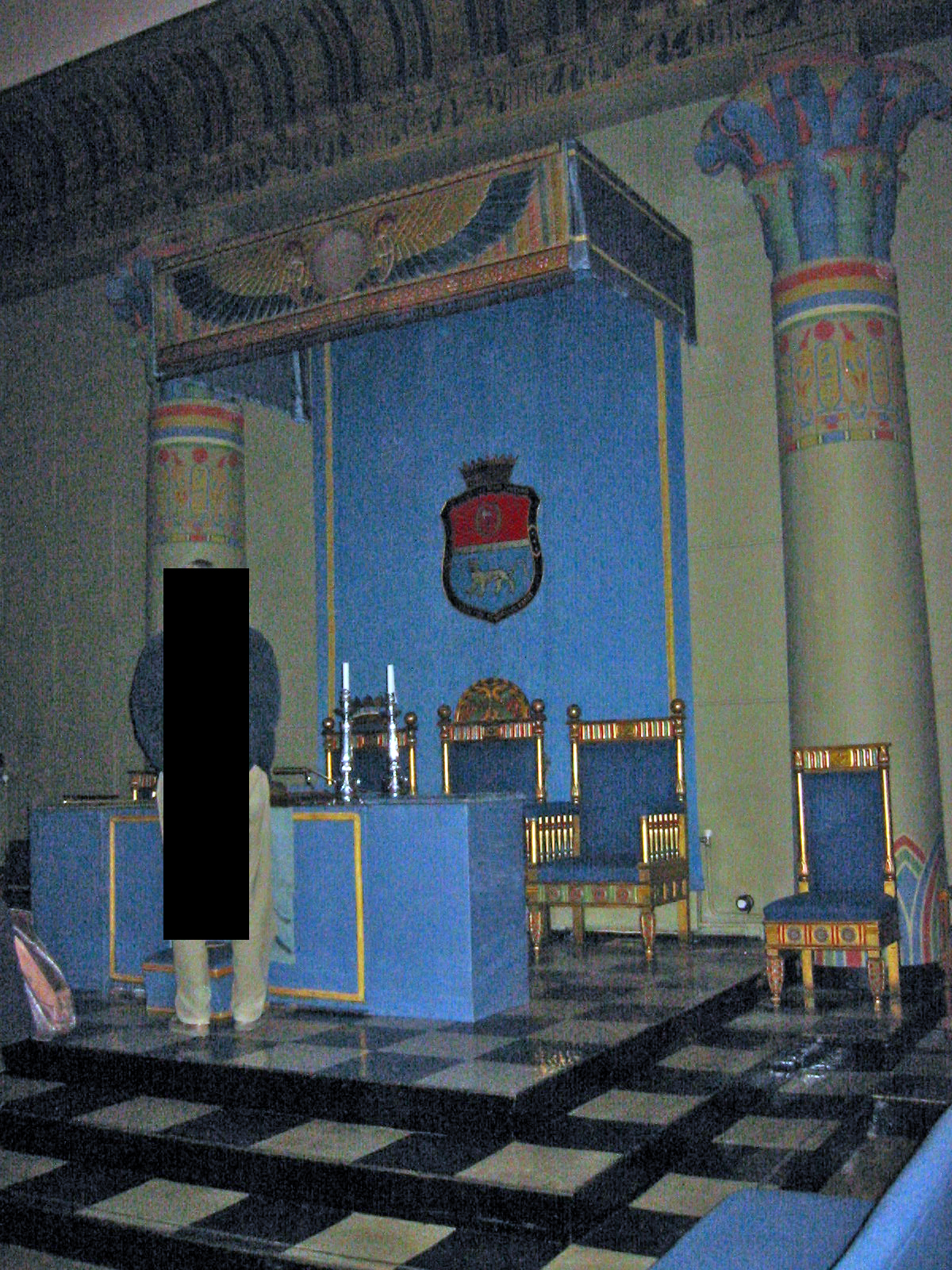
Templo masónico de la logia principal de la obediencia, Oslo

La Orden noruega de los francmasones es una obediencia masónica de Noruega.

## Gran maestros
- Wilhelm Hansen Færden
- Ivar A. Skar

## Logias conocidas
- Logía San Juan San Olaf de las tres columnas
- St. Andreasloger
- St. Johannesloger
- Stewardsloger